# Деян Айдачич

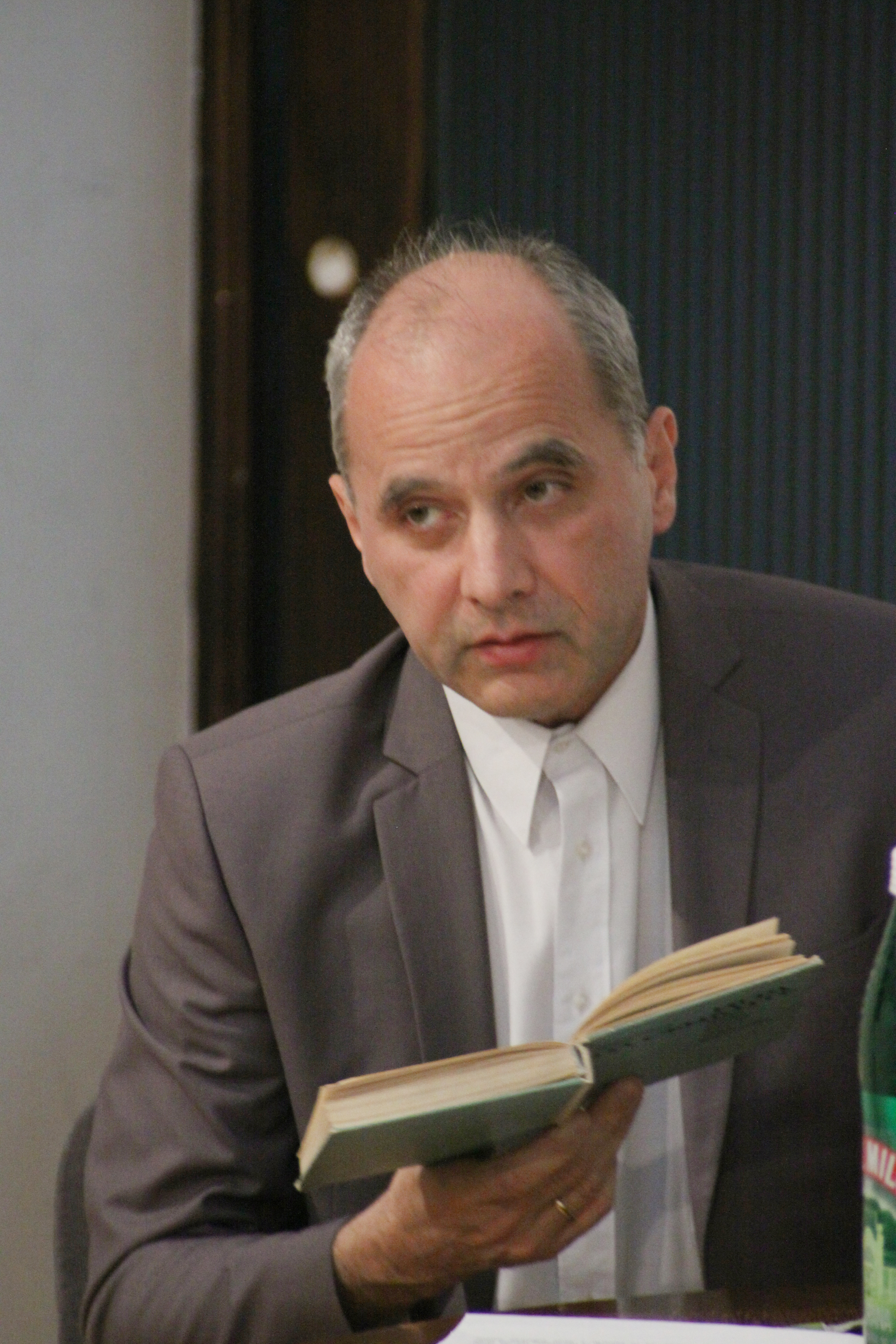
Деян Айдачич

Деян Айдачич (серб. Дејан Ајдачић, Dejan Ajdačić, нар. 22 січня 1959, Белград) — сербський філолог, етнолінгвіст, літературознавець, фольклорист — доктор філологічних наук.
Докторську дисертацію «Світ демонів у літературі сербського романтизму» захистив у 2000 році. Працював в Університетській бібліотеці в Белграді до 2003. У Київському славістичному університеті викладав сербістичні дисципліни у 2001—2007 н. рр. Протягом 2003—2016 н. рр. працював лектором-доцентом сербської літератури в Інституті філології Київського національного університету імені Тараса Шевченка. Читав лекції з фольклористики та історії літератури південних слов'ян у Веліко Тирново (Болгарія), Варшаві, Лодзі, Ґданську, Любліні (Польща), Пескарі (Італія).
Коло наукових інтересів: фольклор балканських слов'ян, сербська література та слов'янські літератури, етнолінгвістика. Публікував тексти сербською, англійською, болгарською, італійською, українською, польською та російською мовами.
Засновник та головний редактор фольклористичного та етнолінгвістичного журналу Кодови словенских култура. Засновник та головний редактор Українсько-сербського збірника Украс. Керівник Проекту Растко (електронна бібліотека сербської культури в Інтернеті та мережа культурних проектів), Проекту Растко Україна (електронна бібліотека українсько-сербських культурних зв'язків в Інтернеті).
Організатор та співорганізатор заходів та днів української культури в Сербії за участю українських гостей і днів сербської культури в Києві.

## Авторські книги
- Изабрана дела, Београд, 1988. (співавтор Иван Срдановић)
- Новак Килибарда — научник, књижевник, Бар, 2000, 437 с.
- Прилози проучавању фолклора балканских Словена, Београд, 2004, 311 с.
- Короткий українсько-сербський словник сполучуваності слів. Навчальний словник, Київ, 2005, 126 с. (співавтор Юлія Білоног)
- Славистичка истраживања, Београд, 2007, 298 с.
- Футурославија. Студије о словенској научној фантастици, Београд, Емитор № 463, 2008, 102 с. (редактор: Зоран Стефанович)
- Футурославија. Студије о словенској научној фантастици, Београд, "ТИА Јанус", 2009, 200 с. (редактор: Зоран Стефанович)
- Футурославія. Літературознавчі огляди про футурофантастику, Київ, 2010, 172 с.
- Славістичні дослідження: фольклористичні, літературознавчі, мовознавчі, Київ, 2010, 307 с.
- Демони і боги у слов'янських літературах, Київ, 2011, 184 с.
- Еротославија : преображења Ероса у словенским књижевностима, Београд, 2013, 415 c.
- Еротославія: Перетворення Ероса у слов’янських літературах, Київ, 2015, 503 с.
- Поредбена српско-украјинска фразеологија, Београд, 2015, 242 c. (співавтор Лидија Непоп Ајдачић)
- Порівняльна сербсько-українська фразеологія: Навчальний посібник, Київ, 2015, 272 с. (співавтор Лідія Непоп-Айдачич)
- Перунославија. О паганским боговима у непаганска времена, Београд, 2016, 184 с.
- Радови Дејана Ајдачића: Анотирана библиографија, Београд, 2016, 259 с. (співавтор Вера Петрович)
- Полонистички мозаик,  Київ, «Освіта України», 2016, 223 с.
- СловоСлавија Етнолингвистика и поредбена фразеологија, Београд: Алма,2017, 250 с.
- Србистички мозаик: Књижевност, Београд: Алма, 2017, 278 с.
- SlovoSlavia. Studia z etnolingwistyki słowiańskiej, Łódź: Wydawnictwo Uniwersytetu Łódzkiego, 2018, 282 s.
- Erotoslavia. O miłości i erotyce w literaturach słowiańskich, Łódź: Wydawnictwo Uniwersytetu Łódzkiego, 2019, 262 s.
- Одблесци словенске фантастике, Београд: Универзитетска библиотека, Алма, 2020, 187 с.
- Serenissima словенска : Венеција у књижевности, Београд: Алма, 2021, 131 с.
- Poljsko-srpske književne veze – prevodi i recepcija, Gdańsk: Wydawnictwo Uniwersytetu Gdańskiego, 2021, 123 s.
- Rekcije 1000 srpskih i poljskih glagola: Łączliwość 1000 serbskich i polskich czasowników / Dejan Ajdačić, Ewelina Chacia, Gdańsk, Wydawnictwo Uniwersytetu Gdańskiego, 2021, 535 s.

## Редактор збірників
- The Magical and Aesthetic in the Folklore of Balkan Slavs, Belgrade, 1994.
- Фотографије Војислава М. Јовановића, Београд, 1997. (співредактор Миланка Тодић)
- Килибарда, Новак. Епска мјера историје, Подгорица, 1998.
- Килибарда, Новак. Усмена књижевност пред читаоцем, Подгорица, 1998.
- Килибарда, Новак. Усмена књижевност у служби писане, Ријека Црнојевића, 1998.
- Антиутопије у словенским књижевностима, Београд, 1999.
- Erotsko u folkloru Slovena, Beograd, 2000.
- Чудо у словенским културама, Београд, 2000.
- Јовановић, Војислав М. Зборник радова о народној књижевности, Београд, 2001. (співредактор Илија Николић)
- Рјабчук, Микола. Од Малорусије до Украјине, Београд, 2003.
- Новітня сербська драматургія, Київ, 2006.
- Apokryfy i legendy starotestamentowe Słowian południowych, Kraków, 2006. (співредактори Georgi Minczew, Małgorzata Skowronek)
- Словенска научна фантастика, Београд, 2007. (співредактор Бојан Јовић)
- Suvin, Darko. Naučna fantastika, spoznaja, sloboda, Beograd, 2009.
- О делу Драгослава Михаиловића, Врање, 2009. (співредактор Зоран Момчиловић)
- Jakobsen, Per. Južnoslovenske teme, Beograd, 2010. (співредактор Persida Lazarević Di Đakomo)
- U čast Pera Jakobsena: Zbornik radova, Beograd, 2010. (співредактор Persida Lazarević Di Đakomo)
- Venecija i slovenske književnosti : zbornik radova, Beograd, 2011. (співредактор Persida Lazarević Di Đakomo)
- Бартмињски, Јежи. Језик, слика, свет : етнолингвистичке студије, Београд, 2011.
- Тело у словенској футурофантастици, Београд, 2011.
- Слов’янська фантастика. Збірник наукових праць, Київ, 2012.
- Ciało w futurofantastyce słowiańskiej, Kraków, 2013. (співредактор Wacław Walecki)
- Київ і слов’янські літератури. Збірник, Київ, 2013.
- Тесла као лик у уметности, Београд, 2014.
- Слов’янська фантастика. Збірник наукових праць. Том 2, Київ, 2015.
- О вредностима у српском језику: Зборник етнолингвистичких радова, Београд, 2015.
- Српска књижевност у украјинском ЛитАкценту, Београд, 2015.
- Јуда искариотски у словенским културама, Београд, 2016.
- Срби и српско: зборник радова, Београд, 2016.
- Сербська література ХХ ст. Хрестоматія, Київ, 2016. (співредактор Алла Татаренко)
- Про слов’янську фантастику на порталі ЛітАкцент, Київ, 2016.
- Збірник  молодих  сербістів  =  Зборник  младих  србиста, Том 1, Київ„,2016.
- Збірник  молодих  сербістів  =  Зборник  младих  србиста, Том 2, Київ, 2017.
- Српска књижевност у украјинском ЛитАкценту. 2. прош. издање, Београд, 2017.
- Leksykon aksjologiczny Słowian i ich sąsiadów pod redakcją Jerzego Bartmińskiego. 5 HONOR / Red. Petar Sotirov, Dejan Ajdačić, Lublin, 2017.
- О вредностима у српском језику. Зборник етнолингвистичких радова 2, Београд, 2019.
- О српској књижевној фантастици, Београд, 2019.
- Словенски фолклор и митологија у књижевној фантастици. Зборник радова, Београд, 2019.
- Recepcja i tłumaczenia słowiańskiej fantastyki literackiej : fantazmaty autorskie i idee epoki = Рецепција и тумачења словенске књижевне фантастике : ауторске фантазме и идеје епохе / Уредили Дејан Ајдачић, Душан-Владислав Пажђерски, Београд, 2019.
- Савремена српска фолклористика. 8, Словенски фолклор и књижевна фантастика : зборник радова / Уред. Дејан Ајдачић, Бошко Сувајџић, Београд, Лозница, 2020.
- Трен српске фантастике: 15 разговора, Београд, 2021.
- Словенска научна фантастика код Срба, Београд, 2021.